# 吉米跳
吉米跳（Jimmy Jump，1974年—），原名吉姆·马奎特·埃·科特，又名吉米蹦。西班牙房产推销员、足球流氓、巴塞罗那足球俱乐部球迷。

## 生涯事迹
2004年7月，吉米跳曾闯入希腊与葡萄牙的欧洲杯决赛，将一条巴萨旗帜扔在菲戈脸上，并从此一举成名。
2008年6月，德国对阵土耳其的欧洲杯半决赛，吉米跳身着“Tibet is not China（西藏不属于中国）”T恤再度闯入比赛赛场。
2009年6月，法网半决赛中，吉米跳身穿印有瑞士国旗的T恤闯进场地，将红帽子戴在了费德勒头上。
2010年5月，他又闖入歐洲歌唱大賽現場，當時西班牙正在台上表演。
2010年，南非世界杯决赛前，他拿着一顶红帽子冲进足球城体育场，企图给大力神杯戴上。南非当地法院宣布吉米跳因扰乱南非世界杯决赛、给大力神杯戴帽，被罚款2000兰特。
他还闯入过F1、奥运会以及其他一些足球赛事现场，其中多次闯入西班牙国家德比。
2014年，因为多年闯入球场的罚款已达28万欧元，他不得不申请破产。